# LaRonn Marzett
LaRonn Marzett (* 1998 oder 1999) ist ein US-amerikanischer Schauspieler, Kameramann, Filmeditor und Filmschaffender.

## Leben
Marzett stammt aus Oklahoma City. Dort studierte er am Oklahoma City Community College. Er gab 2017 im Film Scott & Crowley: A Comic Book Adventure sein Filmschauspieldebüt. Nach mehreren Besetzungen in verschiedenen Kurzfilmen und Rollen in Fernsehproduktionen spielte er 2023 im Film The Adventures of Jurassic Pet: The Lost Secret die größere Rolle des Barney. Im selben Jahr war er in der Filmproduktion des Filmstudios The Asylum Methgator in der männlichen Hauptrollen des Dante Williams zu sehen.
Er ist auch als Theaterschauspieler tätig. Seit 2020 tritt er in verschiedenen Funktionen eines Filmschaffenden in Erscheinung.

## Filmografie (Auswahl)

### Schauspiel
- 2017: Scott & Crowley: A Comic Book Adventure
- 2017: Caputo (Kurzfilm)
- 2019: Life, Upgraded (Kurzfilm)
- 2019: The Crossroads of Hunter Wilde
- 2019; 2023: Spoken Gospel (Miniserie, 2 Episoden, verschiedene Rollen)
- 2020: Culture Shot (Kurzfilm)
- 2020: Lucid Dreams (Kurzfilm)
- 2020: Adventures of Rufus: The Fantastic Pet
- 2020: BET Her Presents: The Couch (Fernsehserie, Episode 1x01)
- 2020: Hot Guys Who Ghosted Me (Fernsehfilm)
- 2021: Birdie
- 2021: Stick Up (Kurzfilm)
- 2021: Malicious Motives (Fernsehfilm)
- 2022: Townsville (Kurzfilm)
- 2022: Runs Deep (Kurzfilm)
- 2023: The Adventures of Jurassic Pet: The Lost Secret
- 2023: Methgator
- 2023: What Rhymes with Reason
- 2024: Now I Lay Me (Kurzfilm)

### Kamera
- 2020: Lucid Dreams (Kurzfilm)
- 2020: Study Buddy (Kurzfilm)
- 2020: Hot Guys Who Ghosted Me (Fernsehfilm)
- 2021: Blurred (Kurzfilm)
- 2021: Momma’s Boy (TV Mini Series) (Miniserie, Episode 1x01)
- 2021: My Brother’s Keeper (Kurzfilm)
- 2022: Affirmation
- 2022: Townsville (Kurzfilm)
- 2022: First Day (Kurzfilm)
- 2023: Misunderstood (Musikvideo)
- 2023: Breakup Weekend ((Kurzfilm))
- 2023: Demo Day (Fernsehserie)
- 2024: Now I Lay Me (Kurzfilm)
- 2024: Unplugged (Kurzfilm)
- 2024: Jilaiya (Kurzfilm)

### Filmeditor
- 2019: Watercolor (Kurzfilm)
- 2020: Lucid Dreams (Kurzfilm)
- 2020: Study Buddy (Kurzfilm)
- 2020: Hot Guys Who Ghosted Me (Fernsehfilm)
- 2021: Momma’s Boy (Miniserie, Episode 1x01)
- 2021: My Brother’s Keeper (Kurzfilm)
- 2022: Townsville (Kurzfilm)
- 2023: Misunderstood (Musikvideo)
- 2023: Breakup Weekend (Kurzfilm)
- 2023: Demo Day (Fernsehserie)
- 2024: Unplugged (Kurzfilm)
- 2024: Jilaiya (Kurzfilm)

### Filmschaffender
- 2020: Study Buddy (Kurzfilm; Produktion)
- 2020: Culture Shot (Kurzfilm; Drehbuch)
- 2020: Lucid Dreams (Kurzfilm; Regie, Drehbuch)
- 2021: Momma’s Boy (Miniserie, 8 Episoden; Regie, Drehbuch)
- 2021: My Brother’s Keeper (Kurzfilm; Produktion)
- 2022: First Day (Kurzfilm; Regie)
- 2022: Townsville (Kurzfilm; Produktion)
- 2024: Jilaiya (Kurzfilm; Regie, Drehbuch)

## Theater (Auswahl)
- Once Upon A Mattress, Putnam City Theatre Company
- Curtains, Putnam City Theatre Company
- Rumors, Putnam City Theatre Company
- Oklahoma Ho Ho Homa, The Space
- We’re All Mad Here, The Space
- 405 Live, The Space